# 四天王寺式伽藍配置

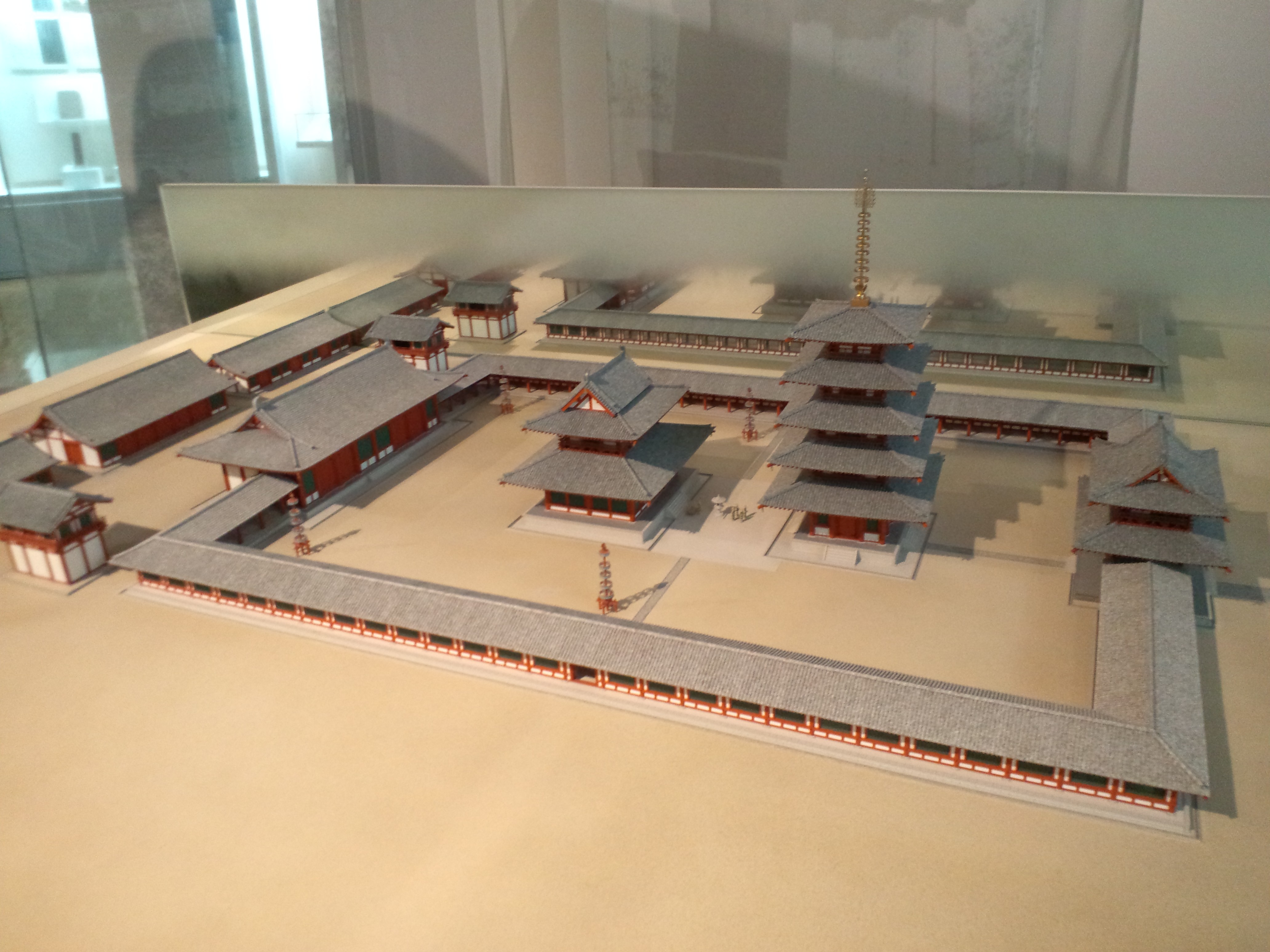
創建時の四天王寺伽藍模型（大阪府立近つ飛鳥博物館展示）

四天王寺式伽藍配置（してんのうじしきがらんはいち）は、飛鳥時代の代表的な伽藍配置の一つ。

## 様式
南北に南大門、中門、塔、金堂、講堂が一直線上に並ぶ。大阪天王寺区の四天王寺などにみられる。一塔一金堂式。
建築に際して、中心軸となる南北線をどう設定するのか。7世紀前半に創建された四天王寺は真北にとっている。古代の寺院建築では軸線を真北に設定するのが基本で、中国に端を発する。
地方での例として愛知県岡崎市北野町の北野廃寺は、矢作川右岸の標高25メートルの碧海台地上に位置している。中門・塔・金堂・講堂が一直線に並ぶ伽藍である。参道も検出されている。かつては東西124メートル、南北147メートルの区画に建っていたらしい。古瓦から7世紀中頃から終わり頃の創建とみられ、7世紀半ばに溯る西三河最古寺院との評価が下されている。